# 科索沃民主党
科索沃民主党（缩写为PDK）是科索沃最大的政党之一，由科索沃前总统哈辛·塔奇于1999年创建。